# Ziemia Adeli
Ziemia Adeli, Wybrzeże Adeli (fr. Terre-Adélie) – region fizycznogeograficzny na Antarktydzie Wschodniej, pomiędzy Ziemią Wilkesa a Ziemią Jerzego V. Leży nad Morzem Dumont d’Urville’a (na południe od Oceanu Indyjskiego).

## Geografia
Powierzchnia Ziemi Adeli to ok. 432 tys. km², zaś wysokość sięga ok. 2500 m n.p.m. Ma ona charakter płaskowyżu zbudowanego ze skał metamorficznych, całkowicie pokrytego lądolodem. Znana jest z najsilniejszych wiatrów na Antarktydzie (maksymalna zaobserwowana prędkość wiatru 90 m/s). Latem są tam kolonie fok, pingwinów Adeli i niektórych ptaków oceanicznych. U jej wybrzeży na wyspie Petrel znajduje się francuska stacja naukowa Dumont d’Urville na której zamieszkuje kilkadziesiąt osób.
Wybrzeże Adeli rozciąga się od Pourquoi Pas Point (136°11′E), który oddziela je od Wybrzeża Klary, do Point Alden (142°02′E), za którym znajduje się Wybrzeże Jerzego V. Zostało odkryte w styczniu 1840 roku przez francuskiego podróżnika Jules’a Dumont d’Urville’a i nazwane tak na cześć jego żony.
W pobliżu Wybrzeża Adeli znajduje się biegun magnetyczny Ziemi. Na Ziemi Adeli znaleziono pierwszy meteoryt odkryty na Antarktydzie, nazwany Adélie Land.

## Status polityczny
Francja rości sobie pretensje do tego terytorium na Antarktydzie, Ziemia Adeli administracyjnie jest jednym z dystryktów Francuskich Terytoriów Południowych i Antarktycznych. Szef dystryktu ma siedzibę w stacji Dumont d’Urville. Na mocy Układu Antarktycznego roszczenia są jednak obecnie zawieszone i francuska jurysdykcja ma raczej znaczenie symboliczne.